# Insubong Hill
Der Insubong Hill ist ein Hügel auf King George Island im Archipel der Südlichen Shetlandinseln. Er ragt auf dem North Spit auf der Weaver-Halbinsel an der Einfahrt zur Marian Cove auf.
Südkoreanische Wissenschaftler benannten ihn nach dem Berg Insubong nördlich der südkoreanischen Hauptstadt Seoul.